# 岡原正幸
岡原 正幸（おかはら まさゆき、1957年12月30日 - ）は、日本の社会学者。慶應義塾大学文学部教授。

## 略歴
東京都杉並区出身。
慶應義塾普通部、慶應義塾高等学校卒業。
1980年慶應義塾大学経済学部卒業。1987年同社会学研究科博士課程単位取得満期退学。
1989年慶大文学部助手、1994年助教授、2007年准教授、2008年教授　。

## 著書

### 単著
- 『ホモ・アフェクトス』（世界思想社, 1998年）
- 『感情資本主義に生まれて』（慶應義塾大学出版会, 2013年）

### 共編著
- （安積純子, 尾中文哉, 立岩真也）『生の技法 家と施設を出て暮らす障害者の社会学』（藤原書店, 1995年・生活書院, 2012年）
- （安川一, 山田昌弘, 石川准）『感情の社会学』（世界思想社, 1997年）
- （熊倉敬聡, 望月良一, 長田進, 坂倉杏介, 手塚千鶴子, 武山政直）『黒板とワイン』（慶應義塾大学出版会, 2010年）
- （栗田季佳, 星加良司）『対立を乗り越える心の実践』（東京大学出版会, 2017年）

### 訳著
- ジークハルト・ネッケル『地位と羞恥 社会的不平等の象徴的再生産』（法政大学出版局, 1999年）